# Snamenka (Kaliningrad, Prawdinsk)
Snamenka (russisch Знаменка, deutsch Klinthenen) ist ein Ort in der russischen Oblast Kaliningrad (Gebiet Königsberg (Preußen)). Er liegt im Rajon Prawdinsk (Kreis Friedland (Ostpr.)) und gehört zur Gorodskoje posselenije Schelesnodoroschnoje (Stadtgemeinde Schelesnodoroschny (Gerdauen)).

## Geographische Lage
Snamenka liegt fünf Kilometer nordöstlich der einstigen Kreisstadt Schelesnodoroschny (Gerdauen) an einer Nebenstraße, die Wischnjowoje (Altendorf) an der russischen Fernstraße A 196 (ehemalige deutsche Reichsstraße 131) mit Oserki (Georgenfelde) und Gussewo (Groß Gnie) an der Fernstraße R 508 verbindet.
Bis zum Jahre 2001 bestand über die Station „Oserki-Wolnoje“ (Georgenfelde-Wolla, 1938–1945 Ebenau) Anschluss an die Bahnstrecke Toruń–Tschernjachowsk (Thorn–Insterburg), die jedoch im Abschnitt auf russischem Staatsgebiet außer Betrieb gestellt wurde.

## Geschichte

### Gemeinde Klinthenen (Snamenka)
Nach einem Brand der Stadt Gerdauen (russisch: Schelesnodoroschny) zu Beginn des 15. Jahrhunderts wurde der Wald Klinthenes zum Wiederaufbau der Stadt abgeholzt. Das dadurch entstandene Stubbenholz vergab man an Siedler. Zur Zeit Winrichs von Kniprode war der damalige Dorfschulze Jakob Recklau mit der Aufteilung der abgeholzten Waldparzellen beauftragt.
In der Pestzeit war die Bevölkerung Klinthenens nahezu ausgestorben. Eine spätere Neubesiedlung des Dorfes erfolgte durch die Einwanderung von Glaubensflüchtlingen aus Salzburg und aus der Schweiz.
Von 1874 bis 1930 gehörte die Landgemeinde Klinthenen zum Amtsbezirk Wandlacken (russisch: Swerewo) und war danach bis 1945 in den Amtsbezirk Altendorf (Wischnjowoje) eingegliedert. Bis 1945 lag der Ort somit im Landkreis Gerdauen im Regierungsbezirk Königsberg der preußischen Provinz Ostpreußen.
Im Jahre 1910 lebten in Klinthenen 271 Einwohner. Ihre Zahl steigerte sich bis 1933 auf 300 und betrug 1939 noch 287.
1945 kam Klinthenen mit dem nördlichen Ostpreußen zur Sowjetunion und erhielt 1947 die Umbenennung in „Snamenka“. Bis 2009 war der Ort in der seit 1991/92 russischen Oblast Kaliningrad in den Wischnjowski sowjet (Dorfsowjet Wischnjowoje (Altendorf)). Seither gehört Snamenka – aufgrund einer Struktur- und Verwaltungsreform – als „Siedlung“ (possjolok) eingestufte Ortschaft zur Gorodskoje posselenije Schelesnodoroschnoje (Stadtgemeinde Schelesnodoroschny (Gerdauen)) im Rajon Prawdinsk.

### Forsthaus Klinthenen (Leskowo)
Nordöstlich der Gemeinde Klinthenen lag der Wohnplatz Forsthaus Klinthenen, der zur Gemeinde Wandlacken (russisch: Swerewo) gehörte, und der 1950 den russischen Namen „Leskowo“ erhielt. Bis 2009 war die Ortschaft in den Wischnjowski sowjet (Dorfsowjet Winschnjowoje (Altendorf)) eingegliedert. Seither ist der Ort offiziell nicht mehr ausgewiesen.

## Kirche

### Gemeinde Klinthenen (Snamenka)
Die überwiegend evangelische Bevölkerung Klinthenens war bis 1945 in das Kirchspiel Gerdauen (russisch: Schelesnodoroschny) eingepfarrt und gehörte zum gleichnamigen Kirchenkreis in der Kirchenprovinz Ostpreußen der Kirche der Altpreußischen Union. Die letzten beiden deutschen Geistlichen waren die Pfarrer Heinz Reich und Richard Pfeffer.
Heute gehört Snamenka zur Kirchenregion Tschernjachowsk (Insterburg) in der Propstei Kaliningrad der Evangelisch-Lutherischen Kirche Europäisches Russland (ELKER).

### Forsthaus Klinthenen (Leskowo)
Der Ortsbereich Forsthaus Klinthenen gehörte mit seiner fast ausnahmslos evangelischen Einwohnerschaft zum Kirchspiel der heute auf polnischem Staatsgebiet gelegenen Gemeinde Assaunen (polnisch: Asuny), die aber ebenfalls in den Kirchenkreis Gerdauen eingegliedert war. Letzter deutscher Geistlicher war Pfarrer Emil Stascheit. 

## Schule
Klinthenen hatte bis 1945 eine einklassige Volksschule.

## Persönlichkeit des Ortes
- Reinhold Rehs (* 12. Oktober 1901 in Klinthenen; † 4. Dezember 1971 in Kiel), deutscher Jurist und Politiker (SPD, ab 1969 CDU) sowie Präsident des Bundes der Vertriebenen